# Quirbajon
Quirbajon (en francès Quirbajou) és un municipi de la regió d'Occitània, al departament de l'Aude.